# Henry Wilde

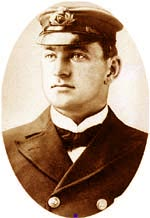
Henry Wilde

Henry Tingle Wilde (ur. 21 września 1872, zm. 15 kwietnia 1912) – brytyjski marynarz, starszy oficer na RMS Titanic.

## Życiorys
Karierę na morzu rozpoczął jako młody chłopiec pracując na żaglowcach należących do armatora James Chambers & Co. Po uzyskaniu patentu drugiego oficera podjął pracę dla Maranhan Steamship Company. Wkrótce zdobył patent pierwszego oficera i rozpoczął pracę dla White Star Line. Służył na statkach pływających z Liverpoolu do Nowego Jorku i Australii, m.in. „Arabic”, „Celtic”, „Medic” i „Cymric”. W 1911 roku został mianowany głównym oficerem na „Olympicu”, którym dowodził kapitan Edward Smith, i był na pokładzie w momencie zderzenia z krążownikiem HMS Hawke.
W kwietniu 1912 roku Wilde został mianowany głównym oficerem na „Titanicu”. Na pokładzie zameldował się o 6 rano 10 kwietnia 1912 roku. W liście do siostry napisał: Nie lubię tego statku. Mam dziwne przeczucia.
14 kwietnia 1912 roku, o 2 po południu, Wilde objął wachtę na mostku, zwalniając ze służby pierwszego oficera Williama Murdocha. O 6 po południu Wilde został zastąpiony przez drugiego oficera Charlesa Lightollera. Po zderzeniu „Titanica” z górą lodową udał się, razem z kapitanem Edwardem Smithem i Thomasem Andrewsem, na inspekcję w celu oszacowania uszkodzeń statku.
W czasie ewakuacji pasażerów odpowiadał za łodzie ratunkowe ponumerowane parzyście, które były rozmieszczone na lewej burcie.
Niewiele wiadomo o działaniach Wilde’a bezpośrednio przed zatonięciem transatlantyku. Ostatni raz widziano go na pokładzie, gdy próbował opuścić na wodę składane łodzie ratunkowe A i B.
Zginął w katastrofie w wieku 39 lat. Jego ciało nigdy nie zostało znalezione.
Na cmentarzu Kirgdale w Liverpoolu stoi obelisk ku jego pamięci.
W filmie Titanic Jamesa Camerona w postać Wilde’a wcielił się Mark Lindsay Chapman.